# Dark Train
Dark Train je počítačová hra z roku 2016. Vytvořilo ji české studio Paperash Studio. Hra vyšla 25. října 2016. Hra je adventurou, která vyniká atmosférou a netradičním pojetím.

## Příběh
Hra se točí kolem Temného vlaku, který byl posledním výtvorem geniálního vynálezce D. W. Tagrezbunga. Ten jej začal vytvářet na zakázku od neznámého klienta. Vlak představuje model světa, který však funguje bez lidí. Vynálezce však v den dokončení díla zemřel, a tak musí vlak doručit mechanická krakatice Ann 2.35f.

## Hratelnost
Hra se ovládá myší. Kurzor je představován krakaticí Ann 2.35f, která je hlavní postavou hry. Hráč s ní musí ovládat vlak, který autoři popisují jako mechanické „tamagotchi“. Hráč musí doručit vlak k zákazníkovi. Každý vagón představuje určitý svět. Jejich pořadí lze měnit, čímž se mění prostředí a důsledky. To je popisováno jako vlivy. Hráč přitom musí prozkoumávat funkce vlaku a jeho jednotlivá tajemství. Později pak hráč nalezne ve vlaku malé tvory, které bude odchovávat.

## Hodnocení
Recenze na serveru Keengamer udělila hře 8 bodů z 10. Kladně byly hodnoceny hlavně vypravěčské mechaniky, hádanky a soundtrack. Kritiku hra sklidila pro občasné bugy a pády hry.